# Арбоархитектура

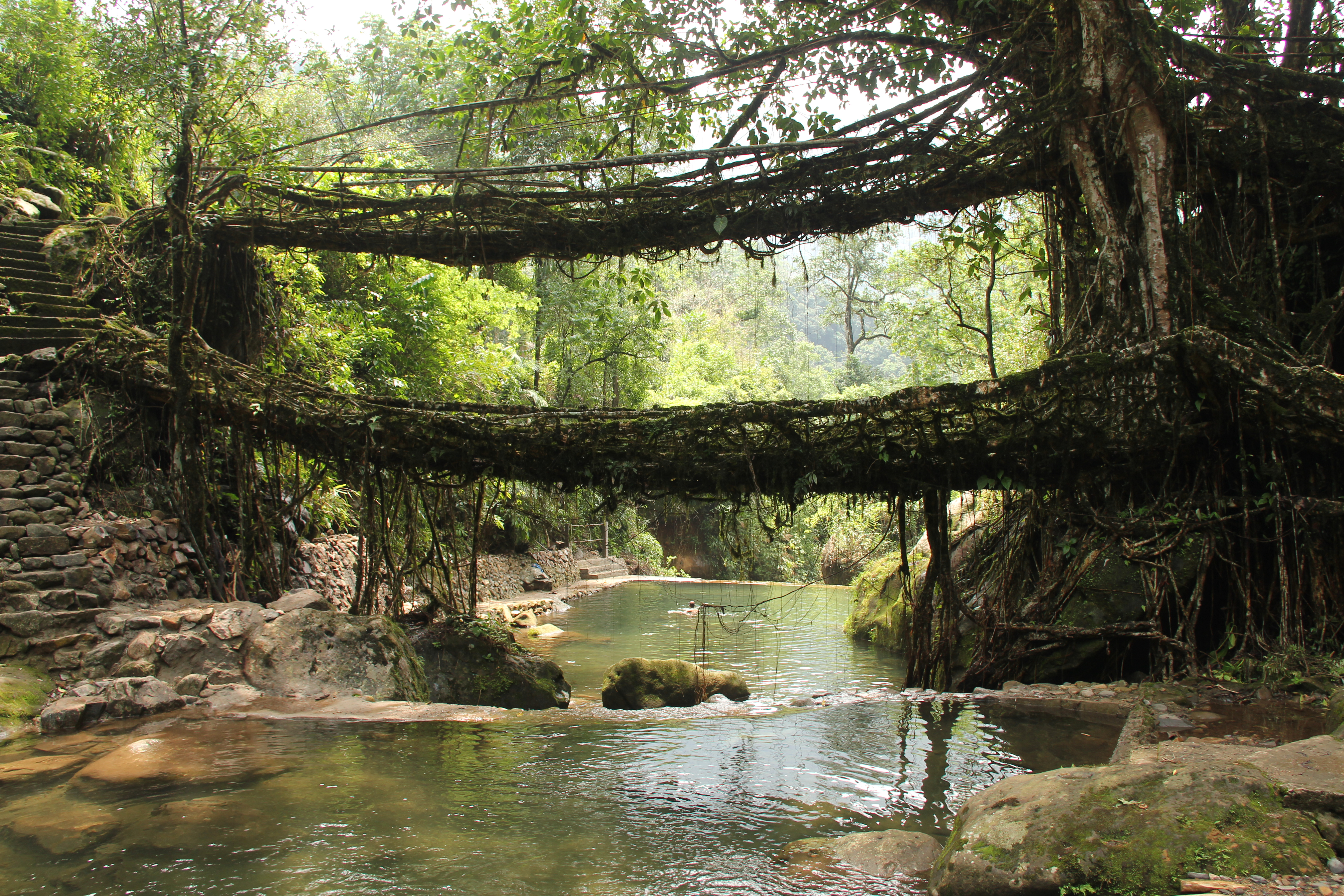
Двухъярусный мост из живых корней деревьев в деревне Нонгриат (штат Мегхалая, Индия)

Арбоархитектура (лат. arbor — дерево) или Ботаническая архитектура — направление в архитектуре, предлагающее использовать живые растения как основу строительных конструкций.

## История

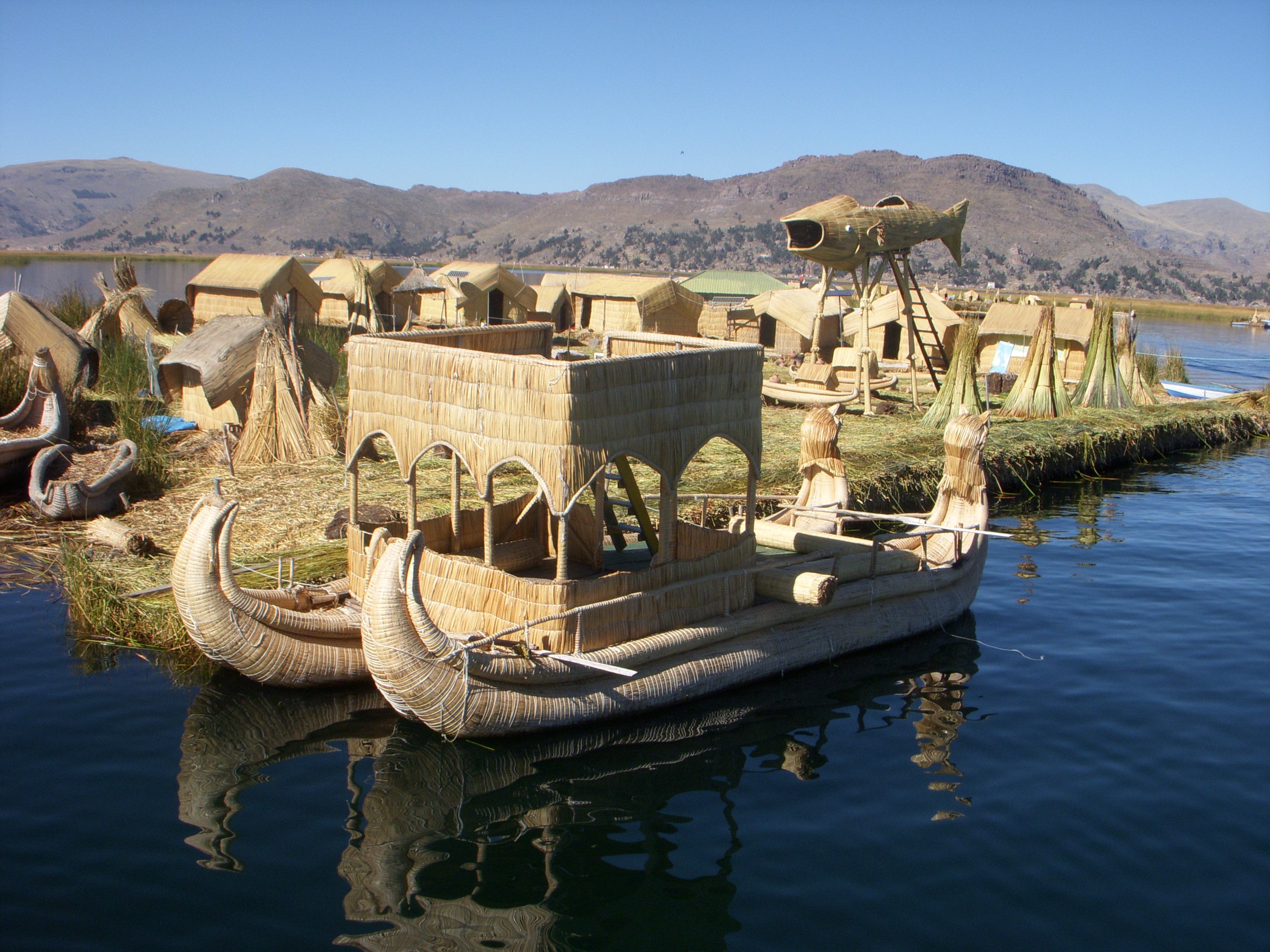
Плавучий остров племени уру

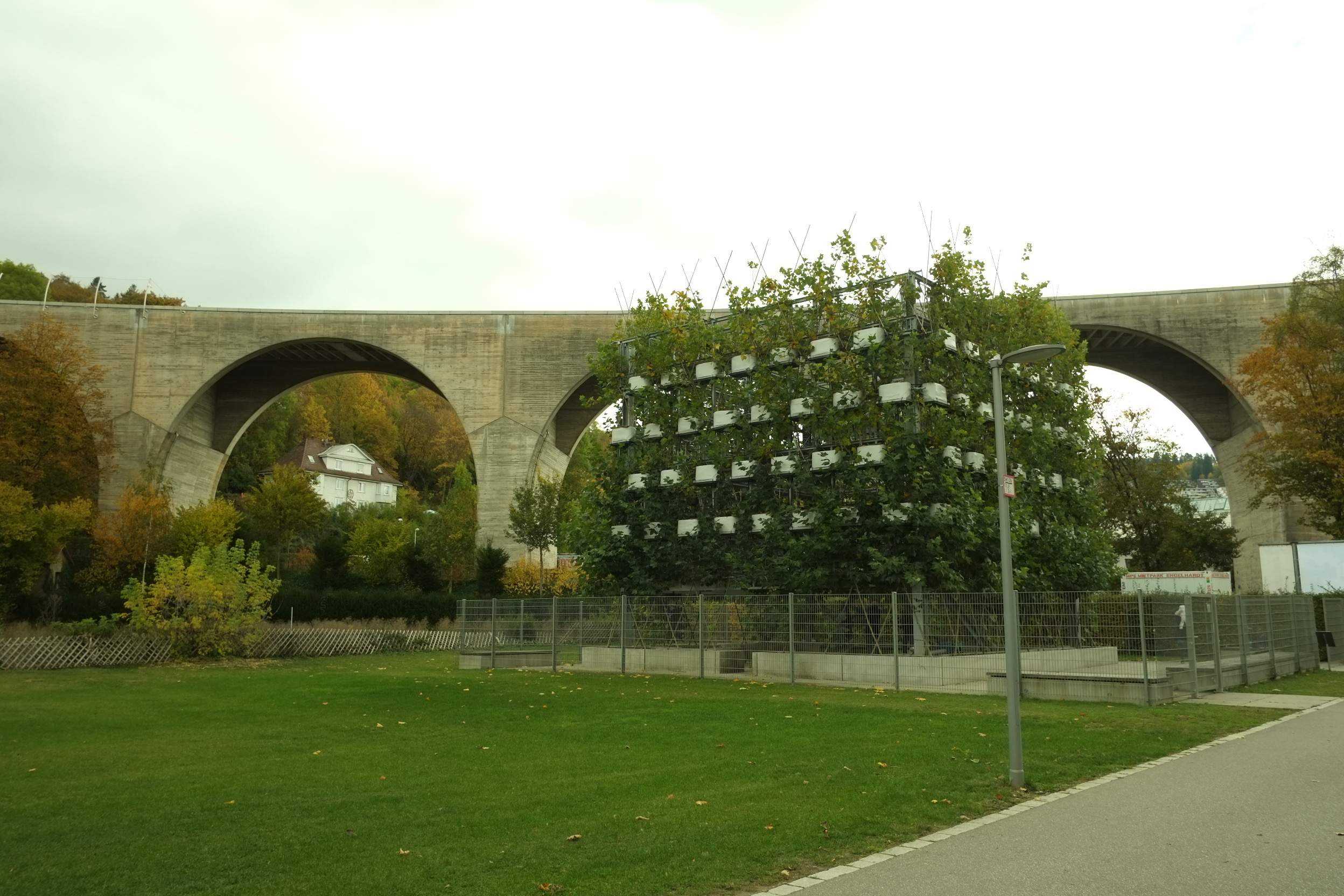
Древесный куб в Нагольде

На северо-востоке Индии ростки корней каучукового дерева используются для создания мостов. Когда они дорастают до другого берега реки, люди позволяют им укорениться в почве. Спустя 10-15 лет получается крепкий природный мост. Такие мосты выдерживают вес до 50 человек.
В Японии через ущелья «строили» подвесные мосты из виноградной лозы. Две лозы, растущие на противоположных сторонах ущелья, росли свободно, пока не становились достаточно длинными, чтобы их можно было связать между собой. Затем из них плели мост. Предполагается, что такие мосты начали строить в XII веке. Кое-где такие мосты сохранились до сих пор.
Люди племени уру живут на озере Титикака. Они строят из камыша свои лодки и жилища. Плавучие острова, на которых живёт племя, из живого камыша. При необходимости их можно передвинуть на другое место. Племя уру живёт на своих островах более 500 лет.
Естественные пустоты в стволах деревьев в качестве жилья используются во всем мире с давних времён вплоть до настоящего времени. Ярким примером этого явления может служить, например, бар в баобабе. Однако эта практика по понятным причинам носит ограниченный характер.

## Современность
Для возведения здания используют быстрорастущие породы деревьев (ива, тополь). Саженцы сажают в кадках по периметру каждого этажа, за исключением первого, на котором саженцы сажают прямо в почву. Наклоняя саженцы в нужную сторону и скрепляя их, получают решётку, которая составляет основу несущей конструкции будущего здания. За счёт прививания деревья соединяют в единый живой организм. Для придания строению желаемой формы используют строительные леса из металлических труб. Во избежание гибели растений их рост нужно тщательно контролировать.
Из-за наличия несущего каркаса стволы получаются слабыми. Поэтому для их укрепления создаётся управляемая компьютером система лебёдок и противовесов, которая периодически создаёт знакопеременные нагрузки. После окончания строительства каркас разбирается.
Плюсами арбоархитектуры являются экологичность «строительства» и самих строений, высокая устойчивость живого дерева к гниению, естественная декоративность, низкая стоимость материалов, в минусе — большая продолжительность процесса, специфичность используемых технологий и ограниченные возможности их применения. Тем не менее этот подход развивается и приобретает всё новых сторонников.
На такое «строительство» не нужно получать разрешения. Поэтому спонтанные посадки зелёных зданий стали очень популярны в Германии. За несколько лет в этой стране возведено более 10 000 растительных конструкций.